# Victoria Kjær Theilvig
Maria Victoria Kjær Theilvig (Herlev, 13 de noviembre de 2003) es una modelo y reina de belleza danesa que ganó el título de Miss Universo 2024, convirtiéndose en la primera representante de Dinamarca en ganarlo.
Kjær Theilvig fue previamente segunda finalista en Miss Dinamarca 2021. También representó a Dinamarca en Miss Grand Internacional 2022, quedando entre las veinte mejores.

## Biografía
Nació en la localidad de Søborg, al sureste de Copenhague el 13 de noviembre de 2003. Es una bailarina profesional, empresaria y aspirante a abogada, además es una activista en concientizar sobre la salud mental, defensora de los animales y emprendimiento en la industria de la belleza.
Creció en una familia disfuncional que luchaba contra la adicción a las drogas, y la propia Kjær Theilvig ha sido víctima de violación y abuso. Kjær Theilvig asistió al Lyngby Handelsgymnasium, donde estudió negocios y marketing.

## Trayectoria

### Miss Dinamarca 2021
Kjær Theilvig comenzó a competir en concursos de belleza después de convertirse en concursante de Miss Dinamarca 2021, quedando finalmente como segunda finalista.

### Miss Grand Internacional 2022
Representó a su país Dinamarca en el Miss Grand Internacional 2022 en Indonesia y quedó entre las 20 semifinalistas.

### Miss Universo 2024
En septiembre de 2024, Emma Heyst, quien había sido coronada Miss Dinamarca 2024, declinó competir en Miss Universo 2024 debido a falta de preparación. Posteriormente, Kjær Theilvig fue elegida y designada por la Organización Miss Dinamarca para representar a al país en lugar de Heyst en el concurso.
Representó a su país en la 73.ª edición de la competencia, llevada a cabo en la Arena CDMX de la capital mexicana el 16 de noviembre, donde se convirtió en la primera mujer danesa en ser coronada Miss Universo y la primera mujer rubia desde Jennifer Hawkins, Miss Universo 2004 de Australia. Es, además, la segunda mujer danesa en ganar cualquiera de los cuatro grandes concursos de belleza internacionales, después de Catharina Svensson en Miss Tierra 2001. Al final del evento, Kjær Theilvig fue coronada Miss Universo 2024 por la titular saliente, Sheynnis Palacios de Nicaragua.